# 可內希特·魯普雷希特

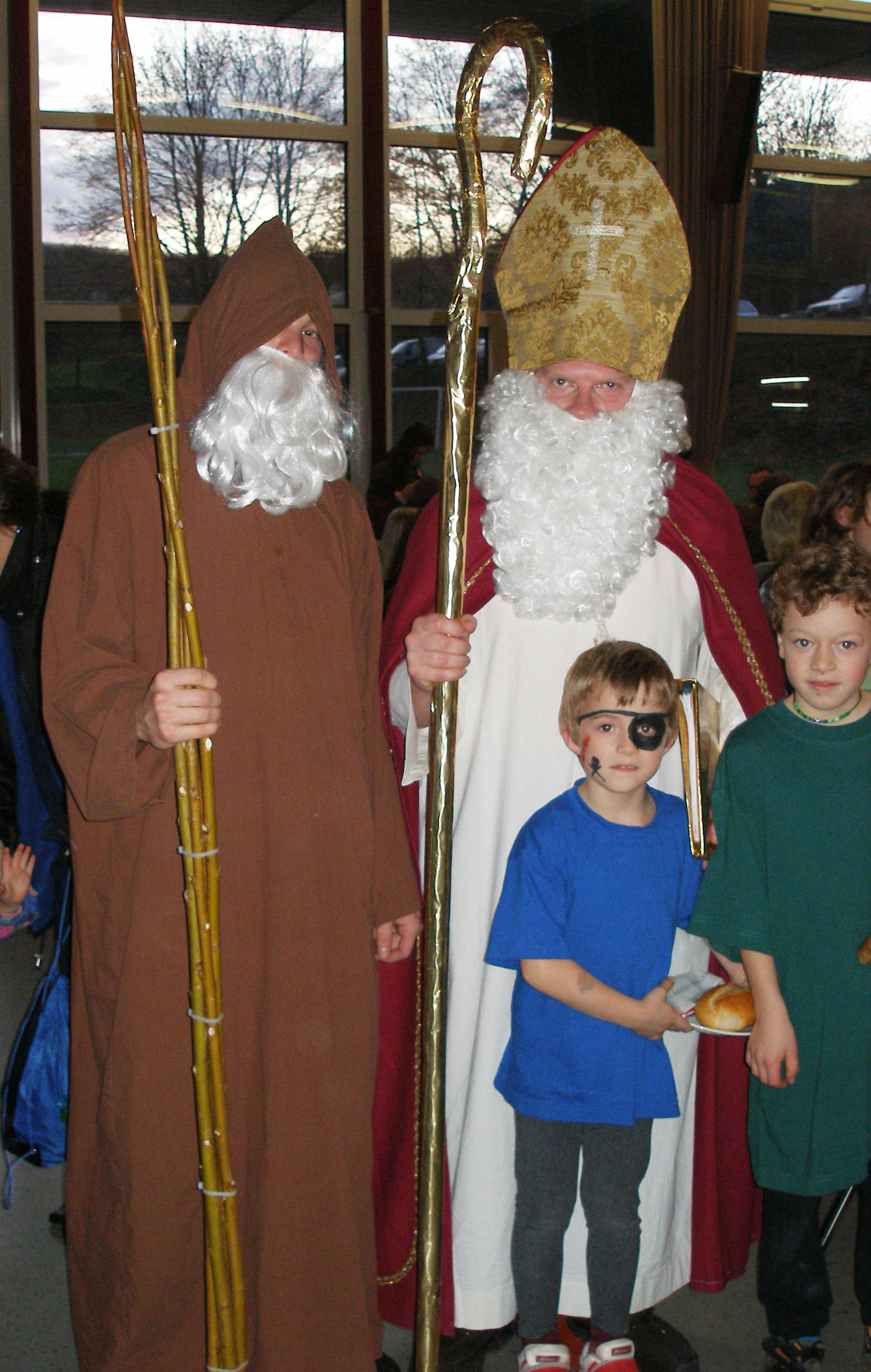
聖尼古拉與可內希特·魯普雷希特（站立於左方者）

可內希特·魯普雷希特（德語：Knecht Ruprecht），德國民間傳說中，聖尼古拉的隨從。這個傳說起源於17世紀，是纽伦堡聖誕節遊行的重要角色。他也被稱為黑色聖誕老人，用來與紅色聖誕老人做對比。
可內希特（德語：Ruprecht）原義是僕人，在德國傳說中的魔鬼通常都被如此稱呼。